# Saint-Yaguen
Saint-Yaguen település Franciaországban, Landes megyében. Lakosainak száma 628 fő (2022. január 1.). Saint-Yaguen Beylongue, Carcarès-Sainte-Croix, Carcen-Ponson, Meilhan, Ousse-Suzan és Saint-Martin-d’Oney községekkel határos.

## Népesség
A település népessége az elmúlt években az alábbi módon változott:
| Lakosok száma | 558  | 507  | 502  | 496  | 603  | 631  | 629  | 626  | 625  | 628  |
|               | 1968 | 1982 | 1990 | 2006 | 2013 | 2015 | 2017 | 2019 | 2020 | 2022 |